# Sfârșitul copilăriei
Sfârșitul copilăriei (1953) (titlu original Childhood's End) este un roman științifico-fantastic scris de Arthur C. Clarke, care prezintă o evoluție fictivă a omenirii sub conducerea pașnică a unei rase extraterestre evoluate.
Ideea s-a regăsit pentru prima dată în povestirea "Guardian Angel", pe care Clarke a publicat-o în 1946 în revista Famous Fantastic Mysteries. În 1952, el a dezvoltat povestirea la dimensiunile unui roman pe care l-a publicat un an mai târziu. Primul tiraj al Sfârșitului copilăriei s-a epuizat, ceea ce - alături de recenziile pozitive - a făcut din roman primul succes major al lui Clarke. Cartea este considerată deseori de critici și de cititori ca fiind cel mai bun roman al lui Clarke, fiind descrisă ca „literatură extraterestră clasică” și este unul dintre romanele preferate ale lui Clarke, alături de Cântecele îndepărtatului Pământ (1986).
Au existat câteva încercări de exranizare a romanului, regizorul Stanley Kubrick exprimându-și interesul încă din anii '60. În cele din urmă, colaborarea sa cu Clarke s-a concretizat într-un proiect diferit, Odiseea spațială 2001 (1968). Tema evoluției transcendente apare și în seria Odiseei spațiale, fiind atribuită influenței scriitorului britanic Olaf Stapledon. În 1997, BBC a realizat o adaptare radiofonică a romanului de două ore, sub bagheta lui Tony Mulholland.
În 2004, Sfârșitul copilăriei a fost nominalizat la premiul Hugo acordat retroactiv pentru cel mai bun roman.

## Intriga
La sfârșitul secolului al XX-lea, Statele Unite și Uniunea Sovietică sunt într-o competiție pentru a lansa prima călătorie pe Lună. Cu toate acestea, atunci când nave spațiale extraterestre se poziționează deasupra principalelor orașe ale Pământului, cursa spațială este oprită pentru totdeauna. După o săptămână, extratereștrii anunță că intențiile lor sunt supravegherea afacerilor internaționale pentru a preveni dispariția omenirii. Denumiți Overlorzi, ei aduc pace pe Terra și, în același timp, susțin că intervenția lor va fi limitată.

Coperta romanului Sfârșitul copilăriei (Childhood's End) de Arthur C. Clarke, prima ediție în limba engleză (1953 Ballantine Books)

Nu toți oamenii sunt mulțumiți de interevenția extraterestră. O parte dintre ei formează Liga Libertății și formulează o serie de critici, cea mai importantă fiind legată de misterul care înconjoară aspectul ființelor venite din stele. Acestea acceptă să se arate fizic omenirii doar după scurgerea unei jumătăți de veac, motivând asta prin necesitatea eliminării unor superstiții adânc înrădăcinate în mințile oamenilor. Prudența lor se dovedește salutară, deoarece este nevoie de succesiunea câtorva generații de oameni care să se familiarize cu conducerea lor pașnică înainte de a accepta că, fizic, Overlorzii arată întocmai ca niște diavoli.
Scurgerea timpului în epoca de pace și prosperitate adusă de Overlorzi duce la dizolvarea Ligii Libertății, singurii care mai acumulează frustrări fiind cei care visează să zboare spre stelele care acum le sunt interzise oamenilor. Unul dintre acești oameni, Jan, reușește să se strecoare la bordul unei nave extraterestre și să zboare pe lumea de baștină a acestora.
În timpul călătoriei sale de câteva luni, pe Pământ se scurge aproape un secol. În acest interval de timp, omenirea are ocazia să afle scopul real al sosirii Overlorzilor. Aceștia au rolul de a veghea procesul de schimbare al omenirii: copii se nasc cu puteri psi foarte dezvoltate și nu mai au nevoie de societatea materială a părinților și bunicilor lor. O ironie amară face ca mai multe rase din galaxie să cunoască acest gen de evoluție, nu și Overlorzii, care au ajuns într-o fundătură evolutivă. Deși asta face din ei paznicii perfecți ai transformării raselor, pentru ei reprezintă o mare durere.
Revenit pe Pământ, Jan îl găsește populat doar de noii oameni, a căror societate și mod de viață nu le poate înțelege. Restul oamenilor, „cei vechi”, s-au stins între timp. Cu misiunea îndeplinită, Overlorzii pleacă din sistemul solar. „Oamenii noi” distrug Pământul pentru a căpăta energia necesară saltului prin spațiu către Supramintea căreia i se alătură toate civilizațiile ajunse la acel nivel evolutiv.

### Capitolele cărții
- Prolog
- Partea întâi - Pământul și Overlorzii
- Partea a doua - Vârsta de Aur
- Partea a treia - Ultima generație

## Personaje
- Stormgren - secretarul general al Națiunilor Unite
- Pieter Van Ryberg - asistentul lui Stormgren
- Alexander Wainwright - conducătorul Ligii Libertății
- Karellen - Overlord, Administratorul Pământului
- "Joe" - conducătorul unei organizații subversive care-l răpește pe Stormgren
- Pierre Duval - fizician care lucrează pentru organizația lui "Joe" și care-i pune la dispoziție lui Stormgren dispozitive menite să poată detecta aspectul fizic al lui Karellen
- Rupert Boyce - responsabil cu sănătatea animalelor dintr-o regiune africană, este pasionat de ocultism și posedă cea mai mare biblioteci pe această temă, lucru care atrage atenția Overlorzilor
- George Greggson - prieten al lui Rupert
- Jean Morrel - logodnica și, ulterior, soția lui George
- Rashaverak - psiholog Overlord desemnat să studieze capacitatea umană de a se transforma în conformitate cu cerințele noii specii
- Jan Rodricks - cumnatul lui Rupert, pe care pasiunea pentru zborul cosmic îl determină să se îmbarce clandestin pe o navă a Overlorzilor
- Profesorul Sullivan - savant însărcinat de Overlorzi cu împăierea a numeroase animale deosebite de pe Pământ, este cel care-l ajută pe Jan să ajungă pe o navă a acestora
- Jeffrey și Jennifer - copiii familiei Greggson, primii copii care manifestă caracteristicile noii specii
- Vindarten - Overlord desemnat să-i fie ghid lui Jan pe durata sejurului spațial

## Istoria romanului

### Procesul scrierii

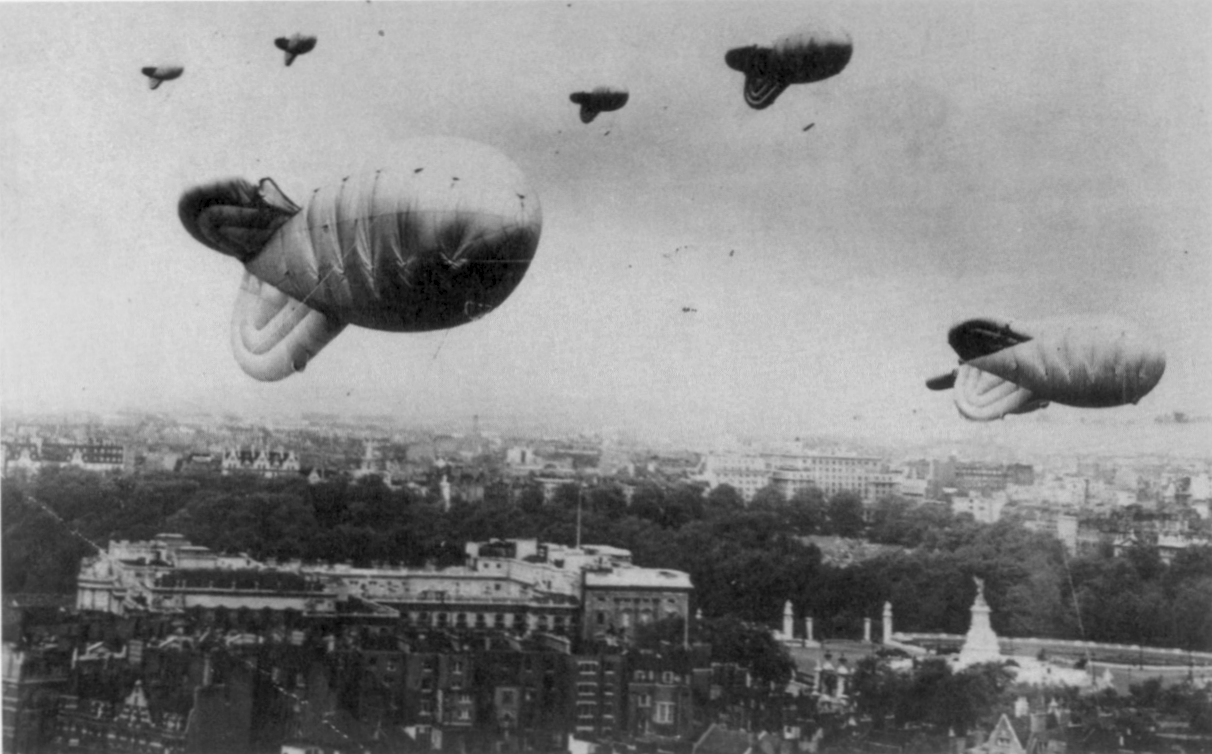
Baloane de baraj deasupra Londrei în timpului celui de-Al Doilea Război Mondial. Clarke a văzut pe viu o imagine similară în 1941 și este posibil ca această scenă să fi stat la baza romanului, baloanele uriașe transformându-se în nave extraterestre.

Romanul a început să capete formă în luna iulie a anului 1946, când Clarke a scris "Guardian Angel", o povestirea care avea să se transforme în Partea întâi a Sfârșitului copilăriei. Portretizarea Overlorzilor ca diavoli a fost influențată de descrierea făcută de John W. Campbell speciei Teff-Hellani în The Mightiest Machine, roman serializat în 1934 în Astounding Stories. După ce a terminat "Guardian Angel", Clarke a intrat s-a alăturat universității King's College London, unde a fost președinte al Societății Interplanetare Britanice între 1946-1947 și 1951-1953. În 1948 și-a luat gradul în matematică și fizică, după care a lucrat ca editor pentru Science Abstracts. "Guardian Angel" a fost trimisă spre publicare și a fost respinsă de câțiva editori, printre care s-a numărat și Campbell. La cerea agentului lui Clarke și fără știrea autorului, povestea a ajuns la James Blish, care i-a rescris finalul. Versiunea lui Blish a fost acceptată în aprilie 1950 de revista Famous Fantastic Mysteries magazine. Versiunea originală a lui Clarke a fost publicată ulterior, în numărul din iarna anului 1950 al revistei New Worlds Partea întâi a romanului seamănă mai mult cu această ultimă versiune.
După succesul înregistrat de cartea științifică a lui Clarke The Exploration of Space (1951), acesta s-a dedicat carierei scriitoricești. În februarie 1952 a început să dezvolte povestirea "Guardian Angel", terminând prima versiune a manuscrisului Sfârșitului copilăriei în decembrie, iar versiunea finală în ianuarie 1953. În aprilie 1953, Clarke a călătorit la New York, având asupra sa romanul și alte câteva texte. Agentul literar Bernard Shir-Cliff a convins editura Ballantine Books să cumpere tot ce avea Clarke, inclusiv Sfârșitul copilăriei, "Fantastica întâlnire din zori" (1953), (căreia Ballantine i-a schimbat titlul în "Expediția spre Pământ") și "Prelude to Space" (1951). Clarke scrisese două finaluri diferite pentru roman, iar ultimul capitol din Sfârșitul copilăriei nu fusese finalizat. În drum spre Tampa Bay, unde voia să facă scufundări alături de George Grisinger, Clarke l-a vizitat pe prietenul său Frederick C. Durant - președinte al Federației Astronautice Internaționale între 1953 și 1956 -, care locuia împreună cu familia sa în zona metropolitană Washington. Ulterior a călătorit în Atlanta, Georgia, unde l-a vizitat pe Ian Macauley, un prieten și membru activ al mișcării anti-segregare din America. În tot acest timp, Clarke a lucrat la ultimul capitol al romanului, iar conversația pe tema problemelor rasiale pe care a purtat-o cu Macauley este posibil să-l fi determinat pe Clarke să-l facă negru pe Jan Rodricks – ultimul supraviețuitor al speciei umane.
Clarke a sosit în Florida la sfârșitul lui aprilie, iar timpul petrecut aici a dus la scrierea povestirii "The Man Who Ploughed the Sea", inclusă în volumul Tales from the White Hart (1957). Către sfârșitul lunii mai, pe când se afla în Key Largo, Clarke a întâlnit-o pe Marilyn Mayfield, cu care - după o idilă care a durat mai puțin de trei săptămâni - s-a căsătorit în New York. Cuplul și-a petrecut luna de miere în Munții Pocono din Pennsylvania, apoi a plecat în Anglia în luna iulie. Curând, a devenit clar că mariajul nu avea cum să reziste, Clarke fiind absorbit continuu de lectură și de scrierile sale. În plus, Clarke dorea să devină tată, dar Marilyn - care avea un fiu dintr-o căsnicie anterioară - l-a informat că nu mai poate avea copii. Sfârșitul copilăriei a fost publicată cu o dedicație pentru Marilyn, cuplul separându-se după doar câteva luni, deși a rămas căsătorit timp de încă un deceniu.

### Publicarea
Ballantine a vrut să publice Sfârșitul copilăriei înaintea povestirilor "Expediția spre Pământ" și "Prelude to Space", dar Clarke dorea să mai aștepte, având presentimentul că această carte nu era gata pentru lansare. Concepuse două finaluri și nu știa încă pe care să-l utilizeze. Conform spuselor biografului Neil McAleer, nesiguranța lui Clarke provenea probabil de la tema aleasă, una care trata problematica paranormalului și transcendența către supramintea extraterestră. Pe vremea aceea Clarke era interesat de paranormal (abia peste ani avea să devină sceptic legat de acest subiect), dar se temea din cauza faptului că tema nu reprezenta „SF bazat pe știință, pe care îl susținea și al cărui reprezentant devenise”. Ballantine l-a convis pe Clarke să permită întâi publicarea Sfârșitului copilăriei, eveniment care a avut loc pe 24 august 1953, coperta cărții fiind realizată de Richard M. Powers. Sfârșitul copilăriei a apărut întâi în ediție broșată și ulterior cartonată, aducându-i lui Clarke prima recunoaștere ca romancier.
Peste decenii, Clarke a pregătit o nouă ediție a romanului, deoarece povestea era deja depășită de realitate. După publicarea inițială a cărții, misiunea Apollo a dus un echipaj uman pe Lună în 1969, iar în 1989 președintele George H. W. Bush a anunțat lansarea programului Inițiativa Explorării Spațiale (SEI), care avea ca scop explorarea planetei Marte. În 1990, Clarke a adăugat un nou cuvânt înainte și a revizuit primul capitol, schimbând ținta cursei spațiale de la Lună la Marte- Edițiile ulterioare au folosit începutul original sau au inclus ambele versiuni. Povestirea "Guardian Angel" a mai apărut în două culegeri: The Sentinel (1983) și The Collected Stories of Arthur C. Clarke (2001).

## Opinii critice
Romanul a avut parte de o foarte bună primire din partea cititorilor și a criticii. La două luni de la publicare se vânduseră deja toate cele 210.000 de exemplare ale primului tiraj. The New York Times a publicat două recenzii pozitive ale cărții: Basil Davenport (1905–1966) l-a comparat pe Clarke cu Olaf Stapledon, C. S. Lewis și H. G. Wells, un „foarte restrâns grup de scriitori care au folosit SF-ul ca vehicul pentru ideile lor filozofice”. William DuBois (1903–1997) anumit cartea „un tur de forță de prima mână care merită atenția oricărui cetățean inteligent din această eră a anxietății”. Don Guzman de la Los Angeles Times a admirat romanul pentru suspans, înțelepciune și frumusețe, comparând rolul de scriitor al lui Clarke cu acela al unui artist, „un maestru al limbii vorbite, un pictor de tablouri în culori futuriste, un Chesley Bonestell care folosește cuvinte”. Criticul Groff Conklin de la Galaxy a numit romanul „un lucru extrem de impresionant, [...], un caleidoscop impresionant al neașteptatului”.
Anthony Boucher și J. Francis McComas au fost mai sceptici și au criticat romanul pentru „ciudatul dezechilibru dintre istoria prezentată pe scară largă și un număr de povești episodice la scară mică”. Deși au lăudat munca lui Clarke pentru „conceptele istorice și calitatea narațiunii și a ideii”, ei au concluzionat că Sfârșitul copilăriei este „o carte ciudată și imperfectă”. P. Schuyler Miller a spus că romanul este „imaginație și poezie”, dar a sfârșit subliniind că „nu se ridică la nivelul altor scrieri ale lui Clarke” din cauza punctelor slabe și a „structurii episodice”.
Brian W. Aldiss și David Wingrove au scris că Sfârșitul copilăriei se sprijină pe „idei filozofice mai degrabă banale”, dar pe care Clarke „le-a exprimat într-un limbaj simplu și plin de aspirație care amintește vag de Psalmi, pe care l-a combinat cu un dramatic sentiment al pierderii pentru a obține un efect incontestabil”.

### Adaptări
În anii '60, regizotul Stanley Kubrick a fost interesat să ecranizeze romanul, dar regizorul neagreat de Hollywood Abraham Polonsky deja cumpărase drepturile. Kubrick a preferat să colaboreze cu Clarke la ecranizarea povestirii "Sentinela", proiect care avea să devină Odiseea spațială 2001 (1968).  Cu câteva luni înaintea concertului susținut laWoodstock în 1969, cântărețul de folk și chitaristul Richie Havens comenta pentru revista Ebony despre cât de mult îi plăcuse povestea lui Clarke și-și exprima interesul de a lucra la o viitoare adaptare a Sfârșitului copilăriei. Scenariile realizate de Polonsky și de Howard Koch nu s-au filmat niciodată. Din 2002, drepturile de ecranizare ale romanului au revenit studiourilor Universal Pictures, regizorul Kimberly Peirce fiind desemnat să se ocupe de proiect.
David Elgood a propus prima dramatizare radiofonică a romanului încă din 1974, dar doar atunci când regizorul Brian Lighthill s-a alăturat eforturilor sale în 1995 au fost obținute drepturile de adaptare. După ce Lighthill a primit undă verde de la BBC Radio în 1996, el i-̈a încredințat scenariul lui Tony Mulholland, ceea ce a dus la o adaptare în două părți. Dramatizarea radiofonică avea două ore și BBC a difuzat-o pe postul BBC Radio 4 în luna noiembrie 1997. Înregistrarea a devenit disponibilă pe casetă în 1998 și pe CD în 2007.
Pe 28 octombrie 2008, Audible.com a lansat o versiune de 7 ore și 47 de minute a Sfârșitului copilăriri în lectura lui Eric Michael Summerer. O recenzie a revistei AudioFile aprecia lectura lui Summerer ca „plăcută și credibilă”. Autorul canadian de science fiction Robert J. Sawyer a contribuit și el cu introducerea și comentarii.
La 10 aprilie 2013, canalul Syfy și-a dezvăluit intenția de a realiza un miniserial TV bazat pe Sfârșitul copilăriei. Miniserialul, format din 3 episoade, a avut premiera la 14 decembrie 2015. Charles Dance interpretează rolul Overlordului Karellen.

## Traduceri în limba română
Prima traducere în limba română a romanului a deschis relansarea Colecției de povestiri științifico-fantastice, care a avut loc după căderea regimului comunist. Romanul a fost serializat în anul 1990 în primele șapte numere ale colecției, dar prima apariție în volum a avut loc abia după 7 ani, la editura Teora.
- 1990 - Sfârșitul copilăriei, CPSF Anticipația nr. 467-473, traducere Mihai-Dan Pavelescu
- 1997 - Sfârșitul copilăriei și 11 nuvele, (povestiri din colecția Expediția spre Pământ: Al doilea răsărit; "Dacă te voi uita vreodată, Pământ..."; Rezistența la rupere; Expediția spre Pământ; Superioritate; Nemesis; De-a v-ați ascunselea; Întâlnire în zori; Buclă închisă; Moștenire; Sentinela)[30][31] editura Teora, colecția Sci-Fi nr. 23, traducere Mihai-Dan Pavelescu, 340 pag., ISBN 973-601-688-9
- 2008 - Sfârșitul copilăriei, editura Univers, colecția Cotidianul, traducere Cristina Vișan, 174 pag., ISBN 978-1-60257-120-4
- 2012 - Sfârșitul copilăriei (cartonată), editura Nemira, colecția "Nautilus", tradicere Cristina Vișan, 264 pag., ISBN 978-606-579-375-0
- 2012 - Sfârșitul copilăriei, editura Nemira, colecția "Nautilus", tradicere Cristina Vișan, 264 pag., ISBN 978-606-579-630-0